# Valentin Haussmann
Valentin Haussmann, noto anche come Haußmann o Hausmann, (Gerbstedt, 1560 – Gerbstedt, 1614), è stato un compositore tedesco.

## Biografia
Era il figlio del musicista Valentin Haussmann (circa 1484 a Norimberga, † 1560 a Gerbstedt), amico di Martin Lutero e John Walter. Nulla si conosce sui primi anni della sua vita e sulla sua educazione musicale. Nel 1609 era organista e consigliere comunale nella sua città natale.
Decise di importare la canzone italiana in Germania utilizzando testi in lingua tedesca e con le proprie composizioni "sociali" fu fondamentale per la diffusione della musica italiana in Germania dando un contributo fondamentale alla nascita della musica strumentale (New Intrade, 1604). Compose anche diverse opere di musica sacra.
Con i suoi 1 598 pezzi orchestrali per danza fu il primo vero compositore di musica strumentale in Germania. Inizialmente non aveva un lavoro fisso, e girò per tutta la Germania come "musicista" freelance. Solo nel 1590 venne assunto come organista nella sua città natale, dove fu anche consigliere comunale.
La data esatta del suo decesso non è chiara, ma deve essere stata nel 1614 o poco prima. Ciò deriva dal fatto che la seconda serie di composizioni di Johann Jeep, che venne pubblicata in quest'anno conteneva una composizione per la sua morte.